# Kenny Washington (Sänger)
Kenny Washington, eigentlich Clark Kent (* 9. Dezember 1957 in New Orleans) ist ein US-amerikanischer Jazz-Sänger.
Washington begann als Gospel-Sänger in einer baptistischen Kirche seiner Heimatstadt. Sein Interesse am Jazz wurde geweckt, als er während seiner Highschool-Zeit den Klarinettisten Alvin Batiste mit einer Band erlebte, in der auch Branford und Wynton Marsalis spielten. Er studierte Musik an der Xavier University und trat seit 1979 mit verschiedenen Jazz-, Rhythm-and-Blues- und Pop-Bands auf.
Mitte der 1980er Jahre ging er zur US-Kriegsmarine. 1986 wurde er Mitglied der U.S. Navy Band, mit der er in den folgenden neun Jahren als Sänger und Saxophonist in den USA, Russland, Asien und Australien auftrat.
1995 ließ sich Washington in der Region von Los Angeles nieder. Er trat in Roy Nathansons Jazztheater-Produktion Fire at Keaton’s Bar & Grill mit Elvis Costello, Deborah Harry und Nancy King in New York und London auf; 2000 erschien ein Album des Projekts bei Six Degrees Records.

## Diskografie
- Fire at Keaton's Bar & Grill, 2000
- The Long and the Short of It, Michael O’Neill Quartet, featuring Kenny Washington, 2004
- Slammin’ All Body Band, 2005
- Moanin’ – Live at Jazzhus Montmartre Copenhagen (2016)
- What’s the Hurry, 2020